# British Motor Cycle Racing Club
BMCRC staat voor: British Motor Cycle Racing Club.
Dit is een Britse wegracemotorrace-organisatie die in 1909 werd opgericht en haar hoofdkwartier op het Brooklands circuit had. Ze heeft de bijnaam Bemsee.